# Hugo Marchand
Hugo Marchand (Villeneuve-Saint-Georges, 22 de abril de 1981) es un expiloto de motociclismo francés, que compitió en el Campeonato del Mundo de Motociclismo desde 2000 hasta 2005.

## Biografía
Su primera participación en competiciones internacionales fue en la temporada 2000 del Campeonato Europeo de velocidad en la categoría de 250cc con una Honda que termina en la posición 26.º.
Después de dos participaciones en los Mundiales con una wild card a bordo de la Honda, debutó por primera vez compite la temporada completa en la cilindrada de 250cc de 2002 con una Aprilia. Con esta misma moto y en la misma cilindrada corre hasta la temporada 2005 puntuando esporádicamente en algunas carreras. Después de su participación en el Mundial, corrió en el Campeonato francés de Superbikes y en el Campeonato Mundial de resistencia.

## Resultados en el Campeonato del Mundo
Sistema de puntuación de 1993 hasta 2022:
| Posición | 1.º | 2.º | 3.º | 4.º | 5.º | 6.º | 7.º | 8.º | 9.º | 10.º | 11.º | 12.º | 13.º | 14.º | 15.º |
| Puntos   | 25  | 20  | 16  | 13  | 11  | 10  | 9   | 8   | 7   | 6    | 5    | 4    | 3    | 2    | 1    |

### Carreras por año
| Año  | Cat.  | Moto    | 1       | 2       | 3       | 4       | 5       | 6      | 7       | 8       | 9       | 10      | 11     | 12      | 13      | 14      | 15      | 16      | Pts. | Pos. |
| ---- | ----- | ------- | ------- | ------- | ------- | ------- | ------- | ------ | ------- | ------- | ------- | ------- | ------ | ------- | ------- | ------- | ------- | ------- | ---- | ---- |
| 2000 | 125cc | Honda   | RSA -   | MAL -   | JPN -   | SPA -   | FRA 22  | ITA -  | CAT -   | NED -   | GBR -   | GER -   | CZE -  | POR -   | VAL -   | BRA -   | PAC -   | AUS -   | 0    | -    |
| 2001 | 250cc | Honda   | JPN -   | RSA -   | SPA -   | FRA Ret | ITA -   | CAT -  | NED -   | GBR -   | GER -   | CZE -   | POR -  | VAL -   | PAC -   | AUS -   | MAL -   | BRA -   | 0    | -    |
| 2002 | 250cc | Aprilia | JPN 14  | RSA Ret | SPA Ret | FRA 20  | ITA -   | CAT -  | NED -   | GBR -   | GER -   | CZE 16  | POR 12 | BRA 13  | PAC 23  | MAL Ret | AUS Ret | VAL 20  | 7    | 28.º |
| 2003 | 250cc | Aprilia | JPN 12  | RSA 17  | SPA Ret | FRA DNQ | ITA Ret | CAT 14 | NED Ret | GBR Ret | GER Ret | CZE Ret | POR -  | BRA Ret | PAC Ret | MAL 19  | AUS -   | VAL Ret | 4    | 33.º |
| 2004 | 250cc | Aprilia | RSA 19  | SPA 13  | FRA 17  | ITA Ret | CAT Ret | NED 18 | BRA 11  | GER Ret | GBR 13  | CZE 12  | POR 19 | JPN 14  | QAT 9   | MAL 8   | AUS 12  | VAL -   | 36   | 16.º |
| 2005 | 250cc | Yamaha  | ESP Ret | POR Ret | CHN DNQ | FRA -   | ITA 15  | CAT 14 | NED -   | GBR -   | ALE -   | CZE -   | JAP -  | MAL -   | QAT -   | AUS -   | TUR -   | VAL -   | 3    | 28.º |

| Color     | Resultado                                                               |
| --------- | ----------------------------------------------------------------------- |
| Oro       | Ganador                                                                 |
| Plata     | 2.ª plaza                                                               |
| Bronce    | 3.ª plaza                                                               |
| Verde     | Finalizó en los puntos                                                  |
| Azul      | Finalizó sin puntos                                                     |
| Azul      | NC - No clasificado                                                     |
| Violeta   | Ret - No terminó (Carrera)                                              |
| Rojo      | DNQ - No se clasificó                                                   |
| Negro     | DSQ - Descalificado                                                     |
| Blanco    | DNS - No empezó (carrera)                                               |
| Blanco    | WD - Retirado (fin de semana)                                           |
| Blanco    | C - Carrera cancelada                                                   |
| Sin color | DNP - Inscrito pero no participó                                        |
| Sin color | INJ - Lesionado                                                         |
| Sin color | EX - Excluido                                                           |
| Estado    | Resultado                                                               |
| Negrita   | Pole position                                                           |
| Cursiva   | Vuelta rápida                                                           |
| †         | Abandona, pero clasifica al completar el porcentaje requerido para ello |